# Фидена
Вижте пояснителната страница за други значения на Фидена.
Фидена (Fidenae; Fidena, гръцки: Φιδῆναι, Φιδήνη, Φιδήνα) е исторически град в Лацио северно от Рим на левия бряг на Тибър.
Принадлежи към образувалия се Латински съюз. Населението му се състорояло от латини, етруски и сабини.
През 426 пр.н.е. е подчинен на Рим и през 387 пр.н.е. след опит за въстание разрушен.